# Sugenheim
Sugenheim – gmina targowa w Niemczech, w kraju związkowym Bawaria, w rejencji Środkowa Frankonia, w regionie Westmittelfranken, w powiecie Neustadt an der Aisch-Bad Windsheim, wchodzi w skład wspólnoty administracyjnej Scheinfeld. Leży w Steigerwaldzie, około 15 km na północny zachód od Neustadt an der Aisch, nad rzeką Ehebach.

## Dzielnice
W skład gminy wchodzą następujące dzielnice: 
| - Krautostheim - Krassolzheim - Deutenheim - Ezelheim - Ullstadt - Sugenheim | - Ingolstadt - Neundorf - Rüdern - Hürfeld - Dutzenthal |

## Zabytki i atrakcje
- Muzeum Regionalne (Heimatmuseum)
- Ewangelicki kościół pw. św. Erharda (St. Erhatd)
- stary Zamek
- nowy Zamek